# Bahnhof Leipzig Messe
Der Bahnhof Leipzig Messe (bis 1996: Bahnhof Neuwiederitzsch) ist ein Durchgangsbahnhof im Norden der Stadt Leipzig. Er ist planmäßiger Verkehrshalt des Regionalverkehrs (seit Ende 2013 der S-Bahn Mitteldeutschland) und dient der Anbindung des Leipziger Messegeländes, der Gewerbeflächen sowie der Ortsteile Wiederitzsch und Seehausen. Der Bahnhof hieß jahrzehntelang Neuwiederitzsch, er erhielt 1996 seinen jetzigen Namen in Verbindung mit dem Umbau, bei dem die Reiseverkehrsanlagen um 500 Meter nach Süden auf Höhe der Straßenbahnneubaustrecke zum neuen Messegelände verschoben wurden.

## Anlage
Der ursprüngliche Bahnhof Neuwiederitzsch lag an der Bahnstrecke Trebnitz–Leipzig (Streckenkilometer 74,6). Im Bahnhof zweigten aus nördlicher Richtung zwei Verbindungsstrecken ab: zum einen die „Holzmüllerkurve“ nach Südwesten zum Bahnhof Wiederitzsch am westlichen Leipziger Güterring und ein Güterzuggleis parallel zur Hauptbahn zum Bahnhof Leipzig-Mockau und weiter zum östlichen Teil des Leipziger Güterrings.

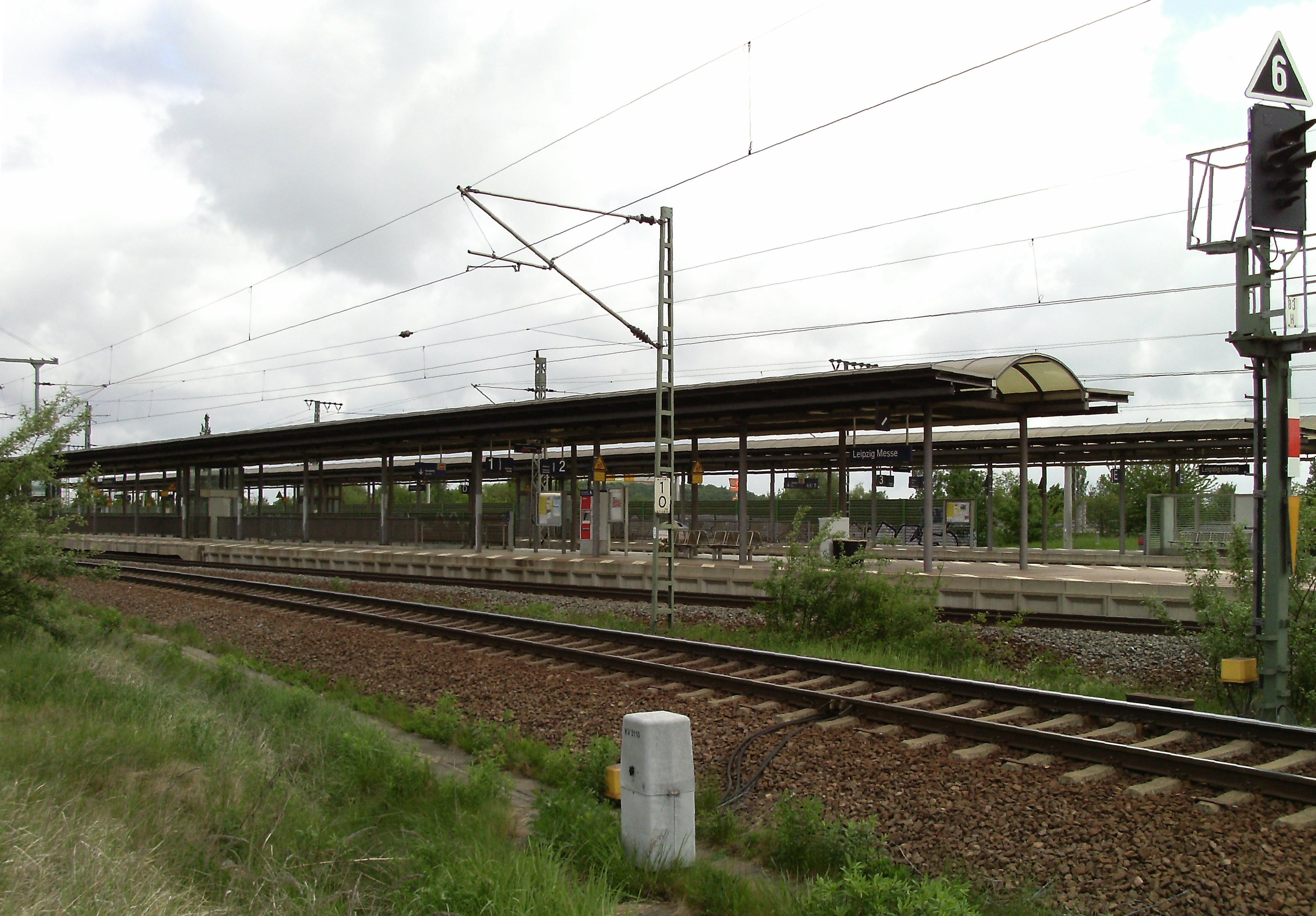
Neue Bahnsteige an der Seehausener Straße, im Vordergrund das Gleis der Verbindungsbahn von Wiederitzsch

Nach dem Umbau der Anlagen im Jahr 1996 liegt der Bahnhof am Streckenkilometer 75,0 der Bahnstrecke Trebnitz–Leipzig Hbf (Streckennummer 6411). Im Bahnhofsteil Leipzig Messe Nord zweigen weiterhin die beiden genannten Strecken nach Wiederitzsch (Streckennummer 6370) und nach Leipzig-Mockau (6388) ab. Die Strecke 6403 Magdeburg – Halle (Saale) Hbf – Wiederitzsch – Leipzig Messe, die vorher ohne weitere Verbindung vom Bahnhof Wiederitzsch zum Bahnhof Leipzig Berliner Bf führte, endet nun im Bahnhof (Bahnhofsteil Leipzig Messe Süd) und mündet in Richtung Süden in die Strecke nach Leipzig Hbf.
Die Schnellfahrstrecke Eltersdorf–Leipzig überquert nördlich der Bahnsteige die Strecke Trebnitz–Leipzig und verläuft dann zwischen deren Streckengleisen und der Strecke nach Leipzig-Mockau. Sie ist jedoch betrieblich im Bereich des Bahnhofs Leipzig Messe nicht mit den anderen Strecken verbunden. Die Reiseverkehrszugangsstelle an der Schnellfahrstrecke ist eine separate Betriebsstelle, Leipzig Messe Hp. An den Gleisen der Strecke Trebnitz–Leipzig und denen der Schnellfahrstrecke liegen parallel zueinander zwei Inselbahnsteige mit vier Bahnsteiggleisen. Sie werden im Linienbetrieb bedient.

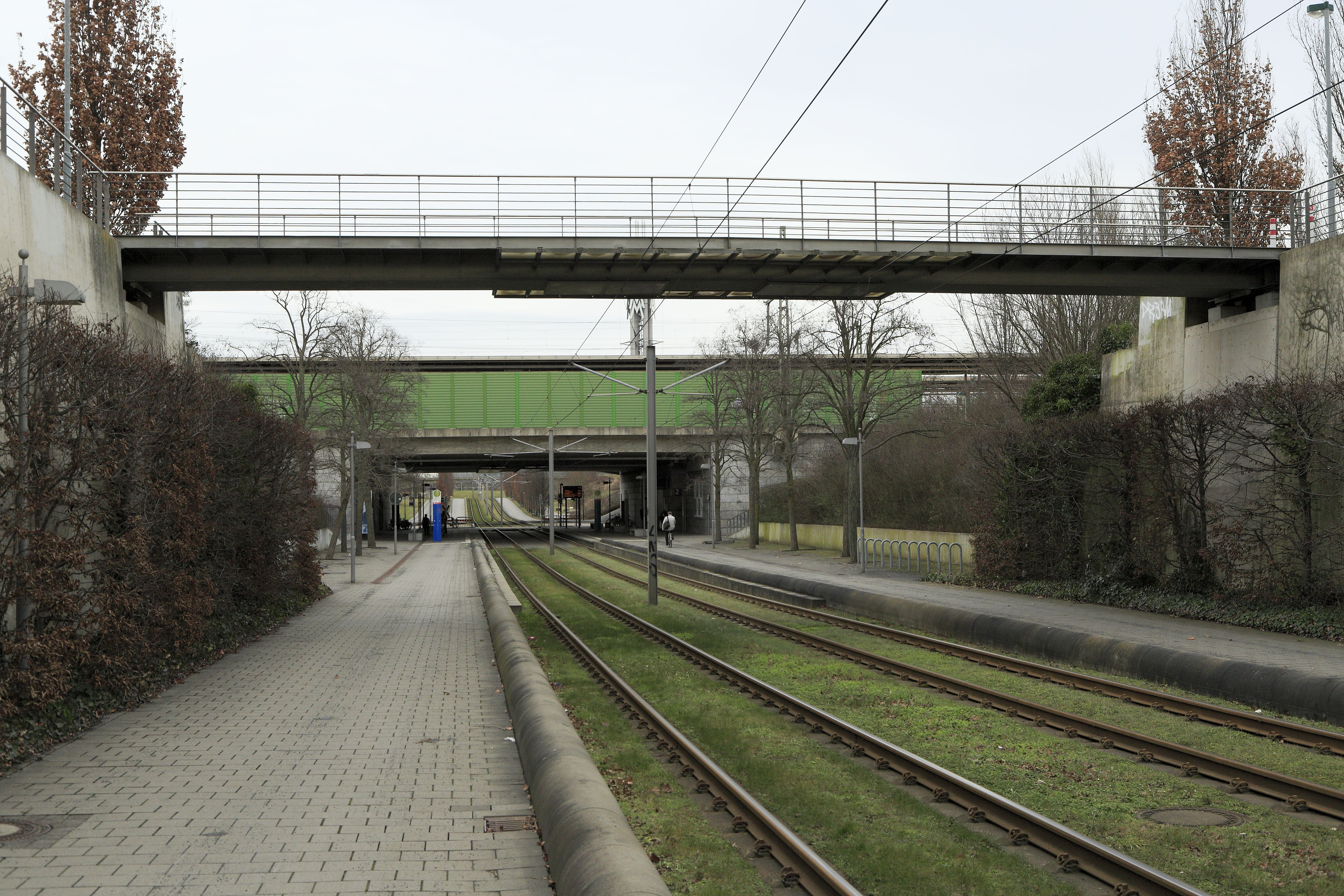
Straßenbahnstrecke mit Haltestelle unter den Fernbahnsteigen

An das Nordende des Bahnsteiges der Strecke Trebnitz–Leipzig schließt sich eine eingleisige Kehranlage an. Am Nordkopf besteht ein Anschluss zu einem ehemaligen Betonwerk. Das Gelände wird von einem Recyclingunternehmen genutzt.
Quer zu den neuen Reiseverkehrsanlagen unterquert die Straßenbahnstrecke zum neuen Messegelände die Bahnanlagen. Treppen und Aufzüge verbinden die Bahnsteige beider Verkehrsmittel direkt miteinander.
Im Bereich des Bahnhofs liegt eine der fünf ETCS-Streckenzentralen (Radio Block Centre, RBC) der Neubaustrecken des Verkehrsprojekts Deutsche Einheit Nr. 8.

## Geschichte
Der Bahnhof Neuwiederitzsch wurde am 1. Januar 1908 eröffnet.
Die neugebauten Reiseverkehrsanlagen wurden im Zusammenhang mit dem Neubau des Leipziger Messegeländes errichtet und am 16. März 1996 eröffnet. Zuerst gab es einen Inselbahnsteig an der Bestandsstrecke Richtung Bitterfeld, er ersetzte die rund 500 Meter nördlich gelegenen bisherigen, die daraufhin abgebrochen wurden. Im Zug dieses Umbaues wurde das bisherige elektromechanische Stellwerk Nn auf dem Nordkopf unter Nutzung des Gebäudes durch ein Gleisbildstellwerk der Bauform GS II DR ersetzt. Das ehemalige Empfangsgebäude blieb erhalten, wird jedoch nicht mehr für den Eisenbahnbetrieb genutzt. 

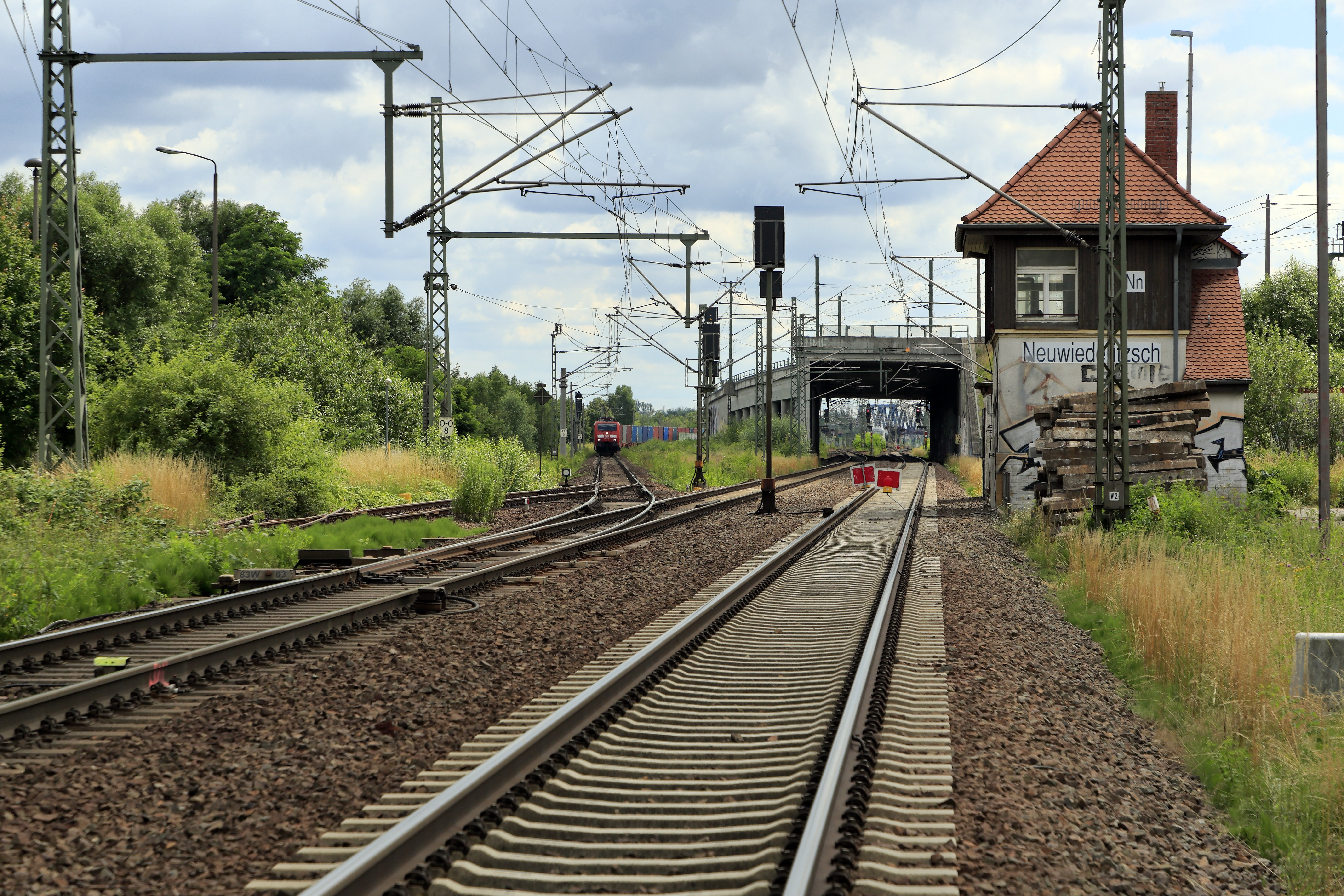
Stellwerksgebäude Nn und Kreuzungsbauwerk der Strecke 5919 von Norden, das Gleis links ist die Güterverkehrsstrecke 6388 nach Leipzig-Mockau

Eine Erweiterung der Anlagen erfolgte im Zuge des Verkehrsprojekts Deutsche Einheit Nr. 8.2. So entstand zwischen 2001 und 2003 der Neubaustreckenabschnitt Leipzig Hauptbahnhof – Leipzig Messe – Leipzig/Halle Flughafen – Gröbers (– Halle (Saale) Hauptbahnhof). Hierbei wurde ein weiterer Inselbahnsteig mit den Gleise 3 und 4 errichtet. Bei diesem Umbau wurden die vier Streckengleise zwischen Neuwiederitzsch und Leipzig Berliner Bahnhof neu zugeordnet. Die beiden östlichen Gleise, die durch den Bahnhof Leipzig-Mockau führen und vorher zur Strecke 6411 (Trebnitz–Leipzig) gehörten, bilden seitdem das Ende der Schnellfahrstrecke 5919 von Eltersdorf, die beiden westlichen Gleise, vorher Strecke 6403, bilden jetzt die Strecke 6411. Der Bahnhof erhielt in diesem Zusammenhang ein elektronisches Stellwerk der Bauform Lorenz L90.
Ab 16. März 1996 trug der Bahnhof den neuen Betriebstellennamen Neuwiederitzsch-Leipziger Messe, der am 14. Dezember 2003 erneut in Leipzig Neue Messe abgeändert wurde. Der heutige Name Leipzig Messe gilt seit dem 12. Dezember 2004.

## Verkehrsanbindung

### Fernverkehr
Zu Messezeiten richtet die Deutsche Bahn zusätzliche Halte der ICE- und IC-Linien von und nach Leipzig ein. Auch bei Bauarbeiten im Leipziger Hauptbahnhof dient der Bahnhof Leipzig Messe als Ausweichstation. Regulär halten keine Fernzüge.

### S-Bahn
Erst seit Dezember 2013 verkehren auf dem Bahnhof Leipzig Messe S-Bahn-Züge. Sie verdichteten zunächst den Stundentakt der Regionalzügen nach Wittenberg und Dessau bis Bitterfeld, am Wochenende nur bis Delitzsch. Im Dezember 2015 wurden sämtliche Regionalzüge zwischen Bitterfeld und Leipzig in das System der S-Bahn Mitteldeutschland einbezogen. Die Schnellfahrstrecke Richtung Erfurt wird seit der ersten Teilinbetriebnahme vom Regionalverkehr mitgenutzt, zu Anfang bis zum Flughafen Leipzig-Halle, seit 2003 als RE 5 nach Halle (S) Hbf. Im Dezember 2013 ging auch diese Verbindung als S5 und S5X auf die S-Bahn Mitteldeutschland über. 
| Linie | Linienverlauf | Takt (min) | EVU             |
| ----- | --- | ---------- | --------------- |
| S 2   | (Jüterbog –) Wittenberg / Dessau – Bitterfeld – Delitzsch – Leipzig Messe – Leipzig Hbf (tief) – Leipzig Bayerischer Bahnhof – Leipzig-Stötteritz                                                                         | 30         | DB Regio Südost |
| S 5   | Halle (Saale) – Flughafen Leipzig/Halle – Leipzig Messe – Leipzig Hbf (tief) – Leipzig Bayerischer Bahnhof – Leipzig-Connewitz – Markkleeberg – Böhlen (Leipzig) – Neukieritzsch – Altenburg – Gößnitz – Werdau – Zwickau | 60         | DB Regio Südost |
| S 5X  | Halle (Saale) – Flughafen Leipzig/Halle – Leipzig Messe – Leipzig Hbf (tief) – Leipzig Bayerischer Bahnhof – Leipzig-Connewitz – Markkleeberg – Böhlen (Leipzig) – Altenburg – Gößnitz – Werdau – Zwickau                 | 60         | DB Regio Südost |
| S 6   | Leipzig Messe – Leipzig Hbf (tief) – Leipzig Bayerischer Bahnhof – Leipzig-Connewitz – Markkleeberg – Borna – Geithain | 30         | DB Regio Südost |

Im Mitteldeutschen Verkehrsverbund gehört der Bahnhof zur Tarifzone 110 (Leipzig).

### Stadtverkehr
- Straßenbahn: 16 und 16E (zu Messezeiten), 56 (bei Großveranstaltungen am Sportforum)
- Bus: 86